# Australiens damlandslag i innebandy
Australiens damlandslag i innebandy representerar Australien i innebandy på damsidan Majoriteten av spelarna kommer från västkusten, men samtliga delstater utom Northern Territory, South Australia och Tasmanien finns representerade. Två spelare (Jill Roberts och Phoebe Hamilton) har spelat innebandy i Sverige och två (Narelle Kihm och Tara Keogh) i Schweiz . Flera av spelarna har en bakgrund inom landhockey, och en del är med i både landhockey- och innebandylandslagen. Detta gör att spelarna är högerskyttar, vilket skiljer sig från de flesta andra länder, där en majoritet brukar vara vänsterskyttar.

## Historik
Laget spelade sin första landskamp den 2 maj 1999, då man spelade 4-4 mot Singapore. 2009 vann de B-divisionen i World Floorball Championships och blev därmed direktkvalificerade till 2011 års VM. Då hade man slagit samman divisionerna, och Australien kom på 15 plats. Inför VM 2013 har man ett kvalsystem, där de länder som inte slutade på någon topplacering 2011 måste placera sig tillräckligt bra i olika kvaltävlingar för att komma med. Australien kvalificerade sig i februari 2013 genom att vinna APAC (Asia/Pacific Floorball Championship). I VM 2013 hamnade Australien på 12 plats, vilket var den bästa placeringen för ett ickeeuropeiskt land.

### Fotnoter
1. ↑  ”Innebandymagazinet: 100% rightskyttar i Australien”. Arkiverad från originalet den 11 december 2013. https://web.archive.org/web/20131211202629/http://www.innebandymagazinet.se/ibm/vm2013.asp?s=vm2013_artikel&aid=%2049882. Läst 8 december 2013.
2. ↑  ”International Floorball Federation”. http://www.floorball.org/default.asp?kieli=826&sivu=153&alasivu=153. Läst 22 augusti 2011.